# Ordrup Station
Ordrup Station er en S-togs-station i bydelen Ordrup nord for København.
Ordrup Station blev opført i 1924 og ligger på Klampenborgbanen, der blev indviet i 1863. Stationen er opført i nyklassicistisk stil og er tegnet af overarkitekt K.T. Seest. I 2014 blev stationen renoveret af Gottlieb Paludan Architects. Hovedbygningen blev fredet i 1992.

## Galleri
- Wikimedia Commons har flere filer relateret til Ordrup Station

- Spor mod København.
- Stationsbygningen set fra perronen.
- Interiør i stationsbygningen.
- Trappe og elevator.
- Adgang til stationen sker via en underføring under banen.
- Stationsforpladsen på den vestlige side.

## Antal rejsende
Ifølge Østtællingen var udviklingen i antallet af dagligt afrejsende med S-tog:
| År   | Antal | År   | Antal | År   | Antal | År   | Antal |
| ---- | ----- | ---- | ----- | ---- | ----- | ---- | ----- |
| 1957 | -     | 1974 | 1.927 | 1991 | 1.591 | 2001 | 1.658 |
| 1960 | -     | 1975 | 1.789 | 1992 | 1.624 | 2002 | 1.623 |
| 1962 | -     | 1977 | 1.637 | 1993 | 1.784 | 2003 | 1.635 |
| 1964 | -     | 1979 | 1.974 | 1995 | 1.526 | 2004 | 1.018 |
| 1966 | -     | 1981 | 1.911 | 1996 | 1.461 | 2005 | 1.515 |
| 1968 | 2.716 | 1984 | 1.930 | 1997 | 1.513 | 2006 | 1.460 |
| 1970 | 2.352 | 1987 | 1.664 | 1998 | 1.652 | 2007 | 2.098 |
| 1972 | 2.219 | 1990 | 1.900 | 2000 | 1.752 | 2008 | 394   |